# Усора (река)
Усора је река у општини Теслић, Република Српска, БиХ, лева притока реке Босне. Настаје од Велике и Мале Усоре које се спајају код Теслића. Ушће Усоре у ријеку Босну је на висини од 147 метара, око 4 km југозападно од Добоја. Дужина тока је 76,3 km, са површином поречја 849,3 km². Веће леве притоке су: Узвинска ријека, Марица, Желећа, Гомјеница и Мала Усора, а десне Студена, Жираја и Блатница.
До средине 20. века Усора је у горњем току, до Теслића и неколико километара низводно, била искориштавана воденицама. Данас их више нема. У горњем току, у насељу Студенци, вода из Усоре се хвата и прерађује у питку воду за град Теслић. У самом граду Теслићу фабрика хемијске индустрије „Дестилација“ хвата воду за производни процес, али и испушта отпадне воде у реку. Стога је низводно од Теслића река прилично загађена и ретко је користе чак и купачи.
У граду Теслићу, узводно од ушћа Мале Усоре, на локалитету Радолинка, уређено је купалиште. Купалиште је због погодности кориштено и раније, али је тек крајем 20. века обетонирано и уређено. На истом локалитету се налази и пешачки мост од Теслића ка Доњој Врућици.
У пролеће и јесен, а понекад и за време обилних летњих пљускова Усора набуја и плави нека подручја. Најчешће су то поља код ушћа у ријеку Босну, поља код села Врела и Жарковина и поља и делови насеља код ушћа Мале Усоре у Велику Усору.
Зими, на мирнијим деловима река леди. Дебљина леда је често довољна да издржи пешаке.

## Име
Није дефинитивно утврђено од чега потиче име реке. По једним изворима, корен речи је из словенског језика, у значењу осорна. По другима, река је добила име по Осеријатима, једном од племена које је у прошлости настањивало ово подручје.
У историјским записима и картама наводи се и као Wassora, Ossora.